# SN 2009nb
SN 2009nb – supernowa typu II-P odkryta 25 grudnia 2009 roku w galaktyce A102804-3530. W momencie odkrycia miała maksymalną jasność 18,30m.